# Azarath

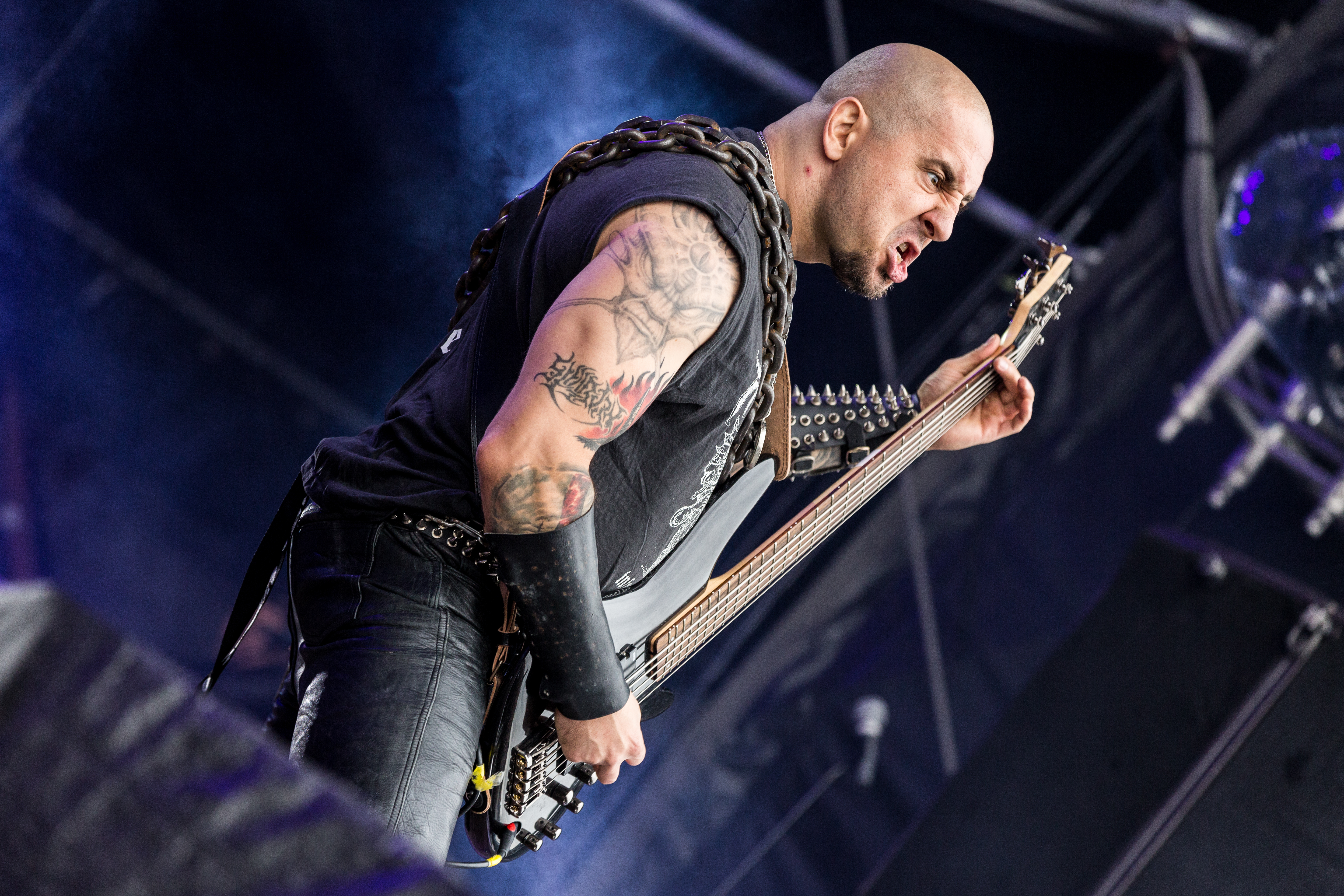
P. am E-Bass, Party.San 2017

Azarath ist eine polnische Black- und Death-Metal-Band aus Tczew, die im Jahr 1998 gegründet wurde.

## Geschichte
Die Band wurde im Oktober 1998 von Schlagzeuger Inferno, Bassist und Sänger Bruno und Gitarrist D. gegründet. Im selben Jahr erschien das erste Demo namens Traitors, dem im Jahr 2000 Promo 2000 folgte. Es folgten diverse Auftritte, wobei Gitarrist Bart als neuer Gitarrist zur Band kam. Zusammen nahmen sie ihr Debütalbum Demon Seed im Hertz Recording Studio auf. Gegen Ende August 2003 nahm die Band ihr zweites Album Infernal Blasting im Hendrix Studio auf. Nach den Aufnahmen verließ D. die Band und wurde durch Thrufel ersetzt. Im Juni 2006 nahm die Band das dritte Album im Hendrix Studio auf. Im August setzten sie diese Aufnahmen im Hertz Recording Studio fort. Nach der Veröffentlichung von Diabolic Impious Evil am 16. September folgte eine Tournee durch Polen zusammen mit Vader, Vesania und Trauma. Im November 2007 folgte eine weitere Tour durch Polen zusammen mit Stillborn und Deception, wobei Adam Sierzega (ex-Lost Soul) als Live-Schlagzeuger bei Azarath spielte.
Im Oktober 2008 unterzeichnete die Band einen Vertrag bei Agonia Records. Außerdem wurde die Band von Deathgasm Records für eine Veröffentlichung in Nordamerika unter Vertrag genommen. Bei diesen Labels erschien das vierte Album Praise the Beast am 25. Mai 2009. Danach folgten Auftritte auf verschiedenen Festivals, wie dem Inferno Metal Festival Norway in Oslo im April, dem Devilstone Festival in Litauen im Juni und dem Party.San in Deutschland im August 2009. Im September und Oktober ging die Band zusammen mit Hermh und Black River auf Behemoths Tournee durch Polen. Nach dieser verließ Bruno die Band und wurde durch Bassist und Sänger Necrosodom (Anima Damnata, Ex-Thunderbolt, Ex-Throneum) ersetzt, der seit 1999/2000 mit der Band in Verbindung stand. Gegen Ende 2010 unterschrieb die Band einen Vertrag bei Witching Hour Productions. Im Januar und Februar nahm die Band in Hertz Studio unter der Leitung der Gebrüder Wiesławscy das nächste Album auf. Im Januar 2011 trennte sich die Band von Gitarrist Thrufel, sodass Sänger Necrosodom statt den Bass nun zusätzlich die E-Gitarre spielte. Als neuer Bassist kam P. zur Band. Im Jahr 2011 erschien dann das fünfte Album Blasphemers’ Maledictions bei Witching Hour Productions.

## Stil
Die Band spielt eine Mischung aus Black- und Death-Metal, die mit der Musik von Behemoth vergleichbar ist. Als einige seiner Einflüsse nennt Bart Immolation, Morbid Angel (bis Covenant), Sinister (Cross the Styx), Deicide (bis Legion), Bathory, Sarcófago, Venom und Krisiun, Necrosodom führt als Beispiele für seine Einflüsse Bathory, Mayhem, Abigor, Samael (bis Ceremony of Opposites), Mercyful Fate, Darkthrone, Nifelheim, Inquisition, Burzum, Funeral Winds, Hellhammer/Celtic Frost, Beherit, Grave, Slayer, Sinister, Dissection, Morbid Angel (bis Covenant), Incantation und Treblinka/Tiamat an.
Der Name der Band wurde vom Liedtitel Azarath: Watching in Darkness vom Album Rebel Souls der Band Damnation, bei der Bart vorher gespielt hatte, übernommen. Bart weist außerdem auf Azerate als geheimen Namen der elf antikosmischen Götter und Schlüssel zu den Toren der dunklen Dimensionen hin, womit er auch auf den Misanthropic Luciferian Order anspielt. Bis 2009 waren die Texte simpel und direkt, aber noch nicht so strikt auf Chaos, Philosophie und das antikosmische Konzept bezogen wie heutzutage. Für Necrosodom steht Death Metal entsprechend nicht für technisches Spiel und Progression, sondern Blasphemie und Chaos. Da er die Texte für Blasphemers’ Maledictions schrieb, sind diese stärker spirituell und weniger antichristlich geprägt.

## Diskografie
- 1998: Traitors (Demo, Eigenveröffentlichung)
- 2000: Promo 2000 (Demo, Eigenveröffentlichung)
- 2001: Demon Seed (Album, Pagan Records)
- 2003: Infernal Blasting (Album, Pagan Records)
- 2004: Death Monsters (Split mit Stillborn, Pagan Records)
- 2006: Diabolic Impious Evil (Album, Time Before Time Records)
- 2009: Praise the Beast (Album, Agonia Records, Deathgasm Records [Nordamerika])
- 2011: Holy Possession (EP, Witching Hour Productions)
- 2011: Blasphemers’ Maledictions (Album, Witching Hour Productions)
- 2017: In Extremis (Album, Agonia Records)